# Třída Adroit (1942)
Třída Adroit byla třída minolovek námořnictva Spojených států z doby druhé světové války. Plavidla byla odvozena od stíhačů ponorek třídy PC-461. Celkem bylo postaveno 18 plavidel této třídy. Ve službě se neosvědčily a od roku 1944 byly upraveny na hlídkové a velitelské lodě. Brzy po válce byly vyřazeny. Jediným zahraničním uživatelem třídy byla Dominikánská republika.

## Pozadí vzniku
Stavba minolovek využívajících trupu stíhačů ponorek třídy PC-461 byla odsouhlasena v listopadu 1940. V letech 1941–1943 bylo postaveno celkem 18 minolovek této třídy (trupová čísla AM-82 až AM-99). Stavbu provedlo pět loděnic: Commercial Iron Works v Portlandu, Dravo v Pittsburghu, Jakobson v Oyster Bay, Nashville Bridge a Penn-Jersey v Camdenu.

## Konstrukce

### Minolovky (AM)
Plavidla byla vybavena sonarem a radary různých verzí (SF, SO nebo SCR-517A). Byla vyzbrojena jedním 76mm kanónem Mk.20, jedním 40mm kanónem Bofors a minolovným vybavením. Pohonný systém tvořily dva diesely o výkonu 1800 hp, pohánějící dva lodní šrouby. Nejvyšší rychlost dosahovala 17 uzlů. Dosah byl dle verze 3000-4800 námořních mil při rychlosti 12 uzlů. Kvůli instalaci slabšího pohonu oproti typu PC poklesla rychlost. Ušetřený prostor byl využit pro diesel-generátor využívaný při tralování magnetických min.

### Hlídkové čluny (PC)
Minolovné vybavení bylo demontováno. Výzbroj tvořil jeden 76mm kanón Mk.20, jeden 40mm kanón Bofors, tři až čtyři 20mm kanóny Oerlikon, dva salvové vrhače hlubinných pum Mousetrap, dále dva vrhače a dvě skluzavky hlubinných pum.

### Velitelské lodě (PCC)
Byly odstraněny 20mm a 40mm kanóny. Naopak byla zvětšena kapacita ubikací a posíleno komunikační vybavení.

## Služba
Plavidla byla nasazena do druhé světové války. Jako minolovky se neosvědčily a od roku 1944 byly po změně výzbroje využívány jako hlídkové lodě (trupová čísla PC-1586 až PC-1603). Ještě roku 1944 přitom byly tři upraveny na velitelské lodě výsadkových operací. Za války bylo ztraceno pouze plavidlo PC-1603, potopené u ostrova Okinawa japonským kamikaze. Po skončení války začalo vyřazování celé třídy.
PC-1597 získala roku 1946 Dominikánská republika, která jej provozovala jako Cibao (P103), později přejmenována Constitucion (P203). Vyřazena byla roku 1961.